# Groene Jonker
De Groene Jonker is een natuurgebied gelegen bij de Nieuwkoopse plassen, waarvan het ook deel uitmaakt. Het gebied ontstond in de 16e eeuw door vervening om te kunnen voldoen aan de toenemende behoefte aan turf als brandstof. De Groene Jonker vormt een schakel in een lange reeks kleinere gebieden die migratie door het gebied moeten bevorderen.
Het gebied heeft een oppervlak van 107 hectare en wordt beheerd door Natuurmonumenten. Het bestaat vooral uit vruchtbaar kleimoeras met zowel natuur-, landschaps- als recreatieve waarden. Het landschap is een mozaïek van rietlanden met plassen, stroomruggen en graslandjes. Het natuurbeheer is vooral gericht op de Natura 2000 doelstellingen met betrekking tot de avifauna. Vogelliefhebbers komen er vanwege de soortenrijkdom. 

## Geschiedenis

Plas in het midden van de Groene Jonker

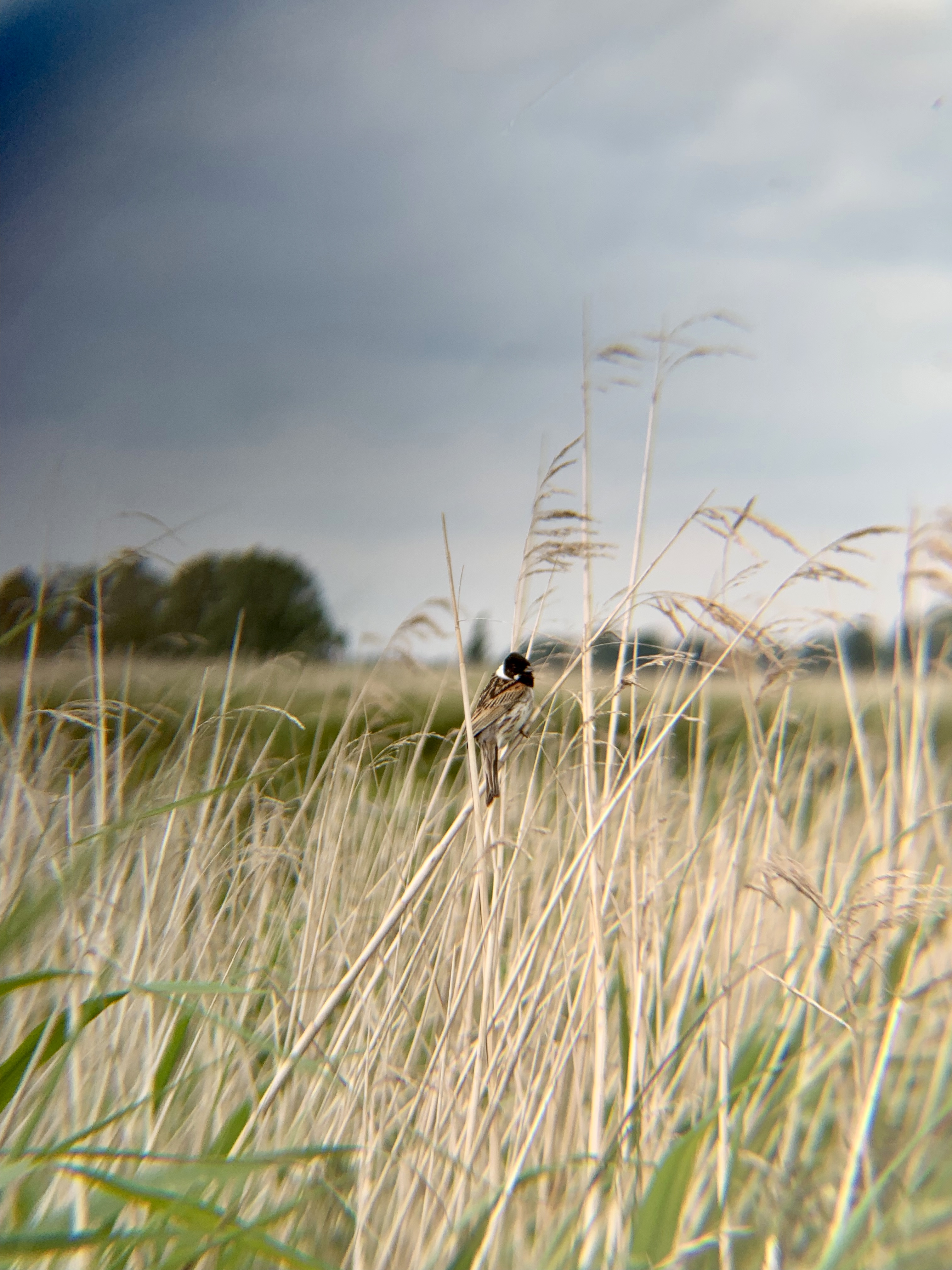
De rietgors, een van de vele vogelsoorten in de Groene Jonker

Het gebied weerspiegelt de historie van het Hollandse Groene Hart. De ondergrond van het gebied is ca. 10.000 jaren geleden gevormd. Duinvorming aan toenmalige Noordzeekust leidde hier tot het ontstaan van een komvormig laaggelegen gebied, waarin zich veel zoet rivierwater verzamelde. Er groeide vooral riet en andere moerasplanten. Veen ontstond doordat ieder jaar nieuw afgestorven plantenmateriaal naar de bodem zakte waar het een steeds dikkere laag vormde.
Vanaf de 16e eeuw vond in Holland op grote schaal vervening plaats. Hierdoor zijn de Nieuwkoopse plassen ontstaan. In de Groene Jonker is het veen tot aan de zeekleilaag gewonnen. Het uitgeveende gebied werd bedijkt en droog gemalen voor landbouw en vooral veeteelt. Dit bleef de situatie tot aan het begin van de 21e eeuw.
De Groene Jonker is als natuurgebied aangelegd in 2007. Het is ontstaan door de gronden van drie boerderijen samen te voegen. Er werden nieuwe waterpartijen aangelegd en sommige watergangen werden verruimd. De omzetting naar natuurgebied was begin 2008 afgerond. Het gebied maakte snel naam bij vogelaars vanwege de aanwezigheid van veel verschillende vogelsoorten.
Tijdens de inrichting ontstond er een jong moeras met open water, vlakken van zachte klei en nat grasland. Het zijn zogenaamde pionieromstandigheden, het eerste van opeenvolgende stadia in een zich ontwikkelend jong gebied. Deze omstandigheden zijn gunstig voor moerasvogels die er een plek vinden om te broeden en foerageren. Vanaf 2010 is er een toename waargenomen in aantal broed- en rietvogels. Door de intensieve landbouw uit het verleden is er een ophoping van zwavel en fosfaat in de grond, wat leidt tot een beperking van het aantal soorten in de vegetatie.

## Ecologie
Het beoogde ecosysteem in de Groene Jonker is een mozaïek van plassen, rietvelden en graslanden. Het gebied is zo aantrekkelijk als nest- en foerageerplaats voor vele vogelsoorten die genoemd worden in de Natura 2000 doelstellingen. Door de beperkte grootte van het gebied is dit echter niet een toestand die zich op natuurlijke wijze kan vormen. Zonder grote grazers zou al snel natuurlijke successie optreden die leidt tot bebossing. Om die reden is gekozen voor een beheer waarbij schapen periodiek de graslanden begrazen en deze zodoende open houden. De vegetatie in het water bleef door vraatschade van het grote aantal ganzen achter in ontwikkeling. Om de groei van rietmoerassen die een grote vogelstand mogelijk maken te bevorderen laat men de waterstand regelmatig fluctueren waardoor kieming van het riet op de oevers wordt gestimuleerd. De rietvelden bieden veel ruimte aan moerasvogels.
Vanwege het agrarische gebruik in het gebied voordat het als natuurgebied werd ingericht, is er veel fosfaat opgehoopt in de bodem van Groene Jonker. Dit heeft tot gevolg dat de plantendiversiteit nog laag is. Onderzoek heeft uitgewezen dat de bodem van de Groene Jonker veel fosfor en zwavel bevat. De hoeveelheid sulfaat zou in theorie moeten afnemen door uitspoeling.

## Beheer

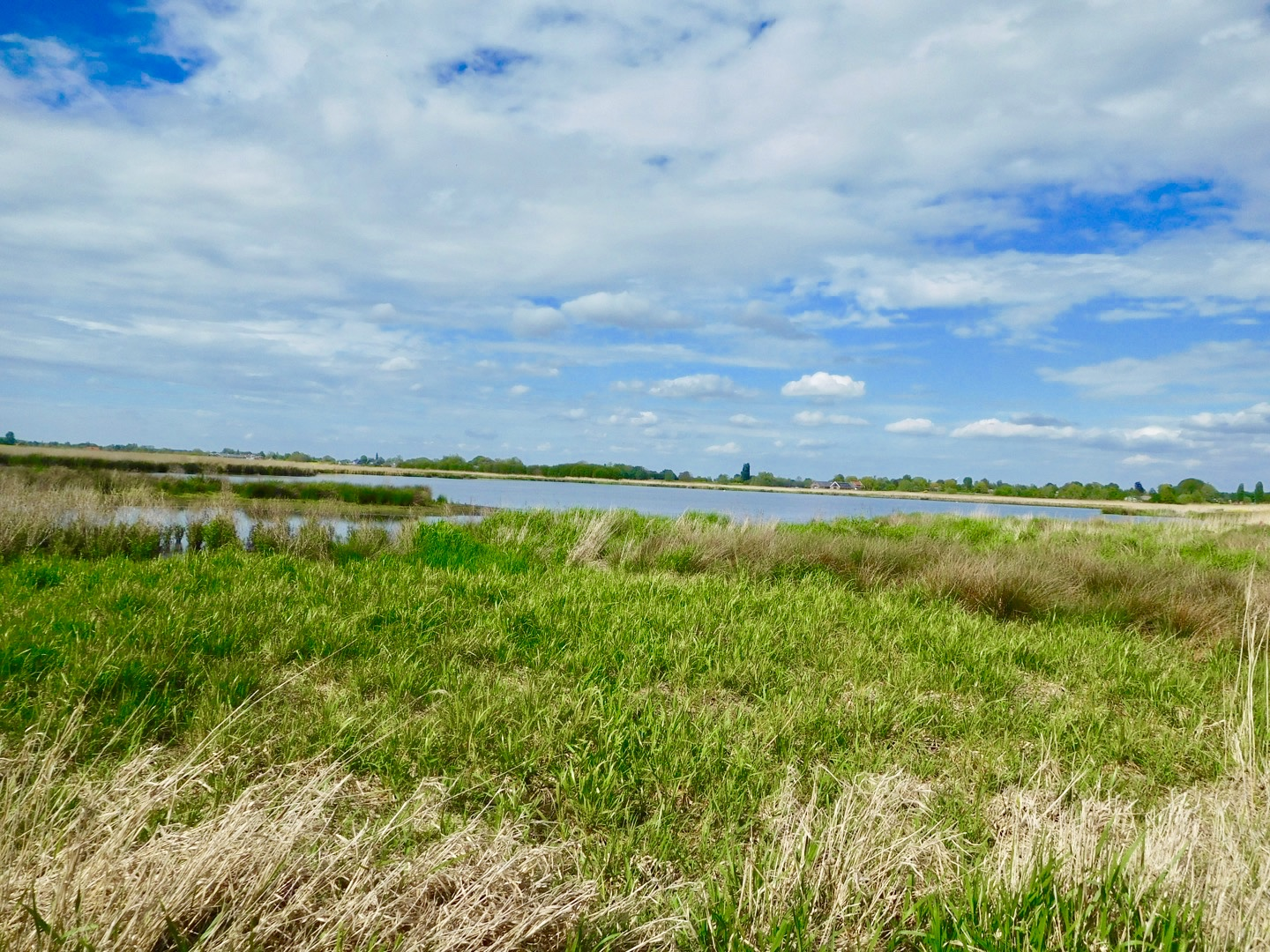
Uitzicht op de plas in het midden van de Groene Jonker

De Groene Jonker wordt beheerd door Natuurmonumenten. Het doel van het beheer is er voor te zorgen dat het gebied een aantrekkelijke broedplaats blijft voor verschillende moerasvogels. Daarom is het beheer er op gericht dat het gebied een moeras blijft met veel riet. Om de natuurlijke ontwikkeling tot moerasbos tegen te gaan worden kleine bomen verwijderd en schapen ingezet voor begrazing. Uitbreiding van de rietbegroeiing wordt gestimuleerd door een fluctuerend waterpeil. Het waterpeil wordt eerst laag gehouden waardoor het riet kan groeien en daarna hoger zodat het in de land-waterovergang deels in het water komt te staan. Met Europese subsidie wordt gewerkt aan de verbetering van de bodem- en waterkwaliteit. Er wordt getracht het gehalte aan stikstof in de bodem van het gebied te verminderen. Het doel is dat planten die gedijen op stikstofarme grond zoals zonnedauw meer kans krijgen.

## Soorten
In de Groene Jonker komt een groot aantal vogels voor. Daaronder zijn kieviten, plevieren, futen, smienten en zwarte sterns, maar ook steltkluten, kleinst waterhoen, porseleinhoen en geoorde fuut, blauwborst, rietzanger en rietgors. Het gebied werkt versterkend voor verschillende vogelpopulaties in de Nieuwkoopse plassen. Zo kon de lepelaar er zich pas vestigen nadat hij in de Groene Jonker genoeg te eten vond. Andere soorten die in het gebied voorkomen zijn de otter, de zonnedauw, verschillende soorten libellen en orchideeën.